# 莫拉桑港
莫拉桑港（西班牙語：Puerto Morazán），是尼加拉瓜的城鎮，位於該國西部，由奇南德加省負責管轄，始建於1946年11月5日，面積517平方公里，海拔高度4米，2005年人口13,328，人口密度每平方公里25.78人。
12°51′N 87°11′W / 12.850°N 87.183°W